# Новая Гута (Сумская область)
Новая Гута (укр. Нова Гута) — село,
Старогутский сельский совет,
Середино-Будский район,
Сумская область,
Украина.
Код КОАТУУ — 5924486305. Население по переписи 2001 года составляло 98 человек .

## Географическое положение
Село Новая Гута находится на берегу реки Уличка,
выше по течению на расстоянии в 1 км расположено село Гаврилова Слобода,
ниже по течению на расстоянии в 3,5 км расположено село Старая Гута.
Село окружено большим лесным массивом (сосна, берёза).

## История
По предположению А.М. Лазаревского, Новая Гута была поселена полтавским полковником Василием Васильевичем Кочубеем около середины XVIII века.
Василий Кочубей доводился старшим сыном основателю Старой Гуты Василию Леонтьевичу Кочубею. Около сорока лет своей жизни он провёл на службе в Малороссийском войске, принимал участие во многих военных походах, был знатным войсковым товарищем (1708–1718), бунчуковым товарищем и полтавским полковником (1727–1743).
После смерти своего младшего брата Фёдора, которая наступила в конце 1729 года, он унаследовал Старую Гуту и между 1729 и 1743 гг. поселил вблизи неё Новую Гуту и построил в ней стекольный завод.
21 августа 1743 года В.В. Кочубей умер. После его смерти Новая Гута со стекольным заводом перешла по наследству к его сыну, глуховскому подкоморию и предводителю дворянства Глуховского уезда Василию Васильевичу Кочубею. На момент проведения Румянцевской описи Малороссии 1765–1768 гг. за ним в селе числилось 50 дворов и 26 бездворных хат. В 13 из них проживали ремесленники, а в 45 – винокуры. Винокуры были зажиточными людьми и имели в собственности от трёх до шести винокуренных котлов. Наиболее богатыми среди них были Карпенко, отец и сын, которые содержали по четыре наёмных работника и имели по шесть винокуренных котлов, по шесть лошадей и по 20 свиней. Крупными были хозяйства и у крестьян Полошкиных, Саввы и Григория, которые имели по три винокуренных котла и содержали по два наёмных работника.
Однако не все жители Новой Гуты были состоятельными людьми. Многие из них жили на владельческой земле, пользовалась небольшими
В.В. Кочубей усадебными участками и вынуждены были работать по найму на винокурнях своих соседей или в окрестных сёлах.
Ко времени описания Новгород-Северского наместничества 1779–1781 гг. Новая Гута насчитывала 57 дворов, 61 хату и 17 бездворных хат. В них проживали 80 обывателей со своими семьями, которые имели «пропитание своё и прибыль от винного курения», а земледелием занимались мало из-за отсутствия достаточного количества пахотных земель. Производимый на винокурнях спирт они отвозили для продажи в местечко Городище, города Миргород, Гадяч и другие населённые пункты Украины.
После смерти В.В. Кочубея, которая наступила до 1792 года, Новая Гута перешла по наследству к его сыну – предводителю дворянства Глуховского уезда Василию Васильевичу Кочубею (ок. 1750 – 03.1800), а от него к его жене Елене Васильевне Туманской (1762 – 23.12.1836) и трём сыновьям: Александру, Демьяну и Аркадию.
Весной 1826 года Кочубеи разделили между собой унаследованные имения и закрепили Новую Гуту за младшим сыном наследодателя действительным тайным советником Аркадием Васильевичем Кочубеем246, а после смерти Е.В. Туманской утвердили указанный раздел через Глуховский земский суд.
Во владении А.В. Кочубея Новая Гута находилась до его смерти, наступившей 4 марта 1878 года, после чего перешла по наследству к его сыну – тайному советнику и председателю императорского Русского технического общества Петру Аркадьевичу Кочубею (17.06.1825 – 15.12.1892), а от него – к его сыну, предводителю дворянства Глуховского уезда Василию Петровичу Кочубею.
В пореформенное время в селе работали 1 лавка, 1 ветряная мельница и 1 крупорушка.
На момент проведения Румянцевской описи Малороссии (1765–1768 гг.) в Новой Гуте уже действовала Захарие-Елисаветинская церковь деревянной постройки, при которой работали церковно-приходская школа и госпиталь247. Церковь была построена предками Аркадия Кочубея и дважды перестраивалась в 1848 и в 1905 гг. Приход Захарие-Елисаветинской церкви был большим и в 1887 году насчитывал 1015 прихожан, в том числе 499 мужчин и 516 женщин. За церковью был закреплён жилой дом и 5 десятин земли.
По высочайше утверждённому расписанию приходов и причтов Черниговской епархии от 17 января 1876 года, Захарие-Елисаветинская церковь входила в состав Гутского прихода, настоятелем которого в 1879 году был священник Воскресенской церкви села Старая Гута Стефан Сияльский. В разное время в ней служили Лев Картель (? – 1901 – ?) и другие священники.
Богослужения в церкви продолжались до конца 20-х – начала 30-х годов XX века, после чего её закрыли и передали местному колхозу под склады. В 1942 году склады были разрушены, и от бывшей церкви ничего не осталось.
В 1870 (по другим данным в 1871) году в селе была открыта земская школа, в которой в 1901 году обучалось 55 мальчиков и 23 девочки. Школа находилась в общественном доме и содержалась за счёт средств земства в сумме 145 руб. и сельского общества в сумме 150 руб..